# Filous
filous, właściwie Matthias Oldofredi (ur. 4 marca 1997 w Wiedniu) – austriacki producent muzyczny i multiinstrumentalista.

## Życiorys
Nauczył się grać na ponad 10 instrumentach korzystając z samouczków publikowanych w serwisie internetowym YouTube, między innymi na  mandolinie, gitarze, fortepianie, akordeonie, flecie, basie i perkusji. Jego pseudonim pochodzi od francuskiego słowa oznaczającego drania. W 2014 zaczął publikować swoje remiksy w internecie. W następnym roku wydał debiutancki singiel „How Hard I Try” z gościnnym udziałem Jamesa Herseya. Utwór notowany był na listach przebojów w Austrii, Niemczech i Holandii. Razem z singlem „Shaded In” i trzema innymi utworami znalazł się na debiutanckim minialbumie Austriaka pod tytułem Dawn. W 2016 otrzymał trzy nominacje do nagrody Amadeus Austrian Music Award w kategoriach artysta roku, utwór roku i najlepszy wykonawca muzyki elektronicznej / tanecznej. W styczniu 2017 podczas gali w holenderskim Groningen został ogłoszony laureatem nagrody European Border Breakers Award. W październiku tego samego roku wydał drugie EP zatytułowane For Love, na którym znalazło się sześć utworów wykonanych z gościnnym udziałem Mata Kearneya, klei i Emily Warren.

## Dyskografia

### EP
| Rok  | Dane dot. albumu                                                                                 |
| ---- | ------------------------------------------------------------------------------------------------ |
| 2015 | Dawn - Wydany: 17 lipca - Wytwórnia: Ultra Records, Good Life Records - Format: digital download |
| 2017 | For Love - Wydany: 6 października - Wytwórnia: Ultra Records - Format: digital download          |

### Single
| Rok                                                               | Tytuł                                             | Najwyższe pozycje na listach | Najwyższe pozycje na listach | Najwyższe pozycje na listach | Album    |
| Rok                                                               | Tytuł                                             | AUT                          | GER                          | NLD                          | Album    |
| ----------------------------------------------------------------- | ------------------------------------------------- | ---------------------------- | ---------------------------- | ---------------------------- | -------- |
| 2015                                                              | „How Hard I Try” (gościnnie James Hersey)         | 33                           | 96                           | 80                           | DAWN     |
| 2015                                                              | „Shaded In” (gościnnie Jordan Leser)              | –                            | –                            | –                            | DAWN     |
| 2016                                                              | „Feel Good Inc.” (gościnnie LissA)                | –                            | –                            | –                            |          |
| 2016                                                              | „Emelie” (wspólnie z MOUNT, gościnnie Buster Moe) | –                            | –                            | –                            |          |
| 2016                                                              | „Let It Snow”                                     | –                            | –                            | –                            |          |
| 2017                                                              | „Goodbye” (gościnnie Mat Kearney)                 | –                            | –                            | –                            | For Love |
| 2017                                                              | „Knots” (gościnnie klei)                          | –                            | –                            | –                            | For Love |
| 2018                                                              | „Bicycle” (gościnnie klei)                        | –                            | –                            | –                            |          |
| 2019                                                              | „All My Friends Are Rich” (gościnnie Louis III)   | –                            | –                            | –                            |          |
| 2019                                                              | „Monday” (gościnnie Ashe)                         | –                            | –                            | –                            |          |
| źródło:. „–” oznacza, że singel nie był notowany na danej liście. |                                                   |                              |                              |                              |          |

### Remiksy
- 2014: Porter Robinson – „Divinity”
- 2014: Damien Jurado – „Ohio”
- 2015: Jake Isaac – „Waiting Here”
- 2015: The Glitch Mob – „Our Demons”
- 2015: Kodaline – „Honest”
- 2015: Selina Gomez – „Same Old Love”
- 2016: James Hersey – „Coming Over”
- 2016: LÉON – „Tired of Talking”
- 2016: Lauren Aquilina – „Midnight Mouths”
- 2016: Troye Sivan – „FOOLS”
- 2017: Emily Warren – „Something to Hold On”
- 2017: NVDES – „Do You Think About Me”
- 2017: Cimo Fränkel – „Never Give Up”
- 2018: Jeremy Zucker & Chelsea Cutler – „better off”
- 2018: James Bay – „Us”
- 2018: Kiiara – „Messy”
- 2018: Thomas Gold – „Magic”

## Nagrody i nominacje
| Rok  | Konkurs                        | Nominowane dzieło                           | Kategoria                                             | Rezultat  |
| ---- | ------------------------------ | ------------------------------------------- | ----------------------------------------------------- | --------- |
| 2016 | Amadeus Austrian Music Award   |                                             | Artysta roku                                          | Nominacja |
| 2016 | Amadeus Austrian Music Award   | „How Hard I Try” (razem z Jamesem Herseyem) | Utwór roku                                            | Nominacja |
| 2016 | Amadeus Austrian Music Award   |                                             | Najlepszy wykonawca muzyki elektronicznej / tanecznej | Nominacja |
| 2017 | European Border Breakers Award |                                             |                                                       | Wygrana   |